# 堤幸彦
堤幸彥（日语：／ Tsutsumi Yukihiko，1955年11月3日—），日本電視劇、電影導演，愛知縣名古屋市出身，現任電視製作公司Office Crescendo董事。剛開始活動時使用化名「（堤Yukihiko）」。

## 經歷

### 發跡
堤幸彥6歲時因父親工作緣故由三重縣四日市市搬遷至愛知縣名古屋市。就讀名古屋市立田代小學、名古屋市立城山中學、私立愛知高等學校，高中畢業後，18歲之前皆在名古屋生活。高中時代開始愛上搖滾樂，因喜愛樂團HAPPY END而前往東京發展，並就讀法政大學社會學部。大學時期，亦參加學生運動，其後中斷大學學業。在此時，因緣際會之下偶然發現了「東放學園專門學校」的一篇新聞，於是進入該校的放送藝術科就讀，並進入電視圈。
堤幸彥在歷經新人經常被前輩責罵的時期，終於在TBS電視台、日本電視台及廣告等開始經手影像製作。1986年，與其後以催生AKB48知名的製作人秋元康合作「SOLD OUT」公司，直至約滿離開並加入目前所屬的Office Creator電視製作公司。
1988年，以電影《笨蛋！我生氣了》中的第4篇「英語是什麼」正式跨足電影導演領域。1989年，前往美國紐約，停留約一年半拍攝由約翰·藍儂遺孀小野洋子主演的電影《Homeless》。

### 成名
1997年，堤幸彥因執導話題作品，由堂本剛主演的《金田一少年之事件簿》而開始廣為人知。其後，連續劇《繼續》、《池袋西口公園》、《圈套》、《在世界的中心呼喊愛情》、《SPEC～警視廳公安部公安第五課 未詳事件特別對策係事件簿～》等數部系列作品中充滿「堤式」風格的內容獲得年輕族群之喜愛，並獲七次日劇學院賞最佳導演獎。其中，2002年執導的電視劇《不需要愛情的夏天》獲得極佳口碑，亦被韓國翻拍為同名電影版《不需要愛情的夏天》。

## 獎項
- 1999年

第20回日劇學院賞最佳導演（《繼續》）
- 2000年

第25回日劇學院賞最佳導演（《池袋西口公園》）
第26回日劇學院賞最佳導演（《圈套》）
- 2001年

第31回日劇學院賞最佳導演（《半個醫生》）
- 2002年

第34回日劇學院賞最佳導演（《不需要愛情的夏天》）
- 2004年

第42回日劇學院賞最佳導演、最佳片頭（《在世界的中心呼喊愛情》）
- 2010年

第67回日劇學院賞最佳導演（《SPEC～警視廳公安部公安第五課 未詳事件特別對策係事件簿～》）
- 2015年

第40回報知電影獎最佳導演（《愛的成人式》、《天空之蜂》

## 執導作品

### 電影
- 笨蛋！我生氣了（日语：バカヤロー! 私、怒ってます） 第4話「英語がなんだ」（1988年）
- Homeless（1991年）
- !［ai-ou］（1991年）
- オオカミが出てきた日（1992年）
- 再見日本!（1995年）
- 金田一少年事件簿 上海魚人傳說（1997年）
- 新生廁所的花子（1998年）
- 繼續／電影 Beautiful Dreamer（2000年）
- チャイニーズ・ディナー（2001年）
- 溺れる魚（2001年）
- 圈套劇場版（2002年）
  - 圈套劇場版II（2006年）
  - 劇場版TRICK 零能力者Battle Royal（2010年）
- PIKA☆NCHI 生活艱難但是快樂（2002年）
  - PIKA☆☆NCHI  DOUBLE LIFE IS HARD所以HAPPY（2004年）
  - PIKA☆★☆NCHI  LIFE IS HARD 大概HAPPY （2014年）
- Jam Films「HIJIKI」（2002年）
- 戀愛寫真（2003年）
- 2LDK（日语：2LDK (映画)）（2003年）
- EGG（2005年）
- サイレン 〜FORBIDDEN SIREN〜（2006年）
- 明日的記憶（2006年）
- 大帝之劍（日语：大帝の剣）（2007年）
- 繃帶俱樂部（2007年）
- 自虐之詩（日语：自虐の詩）（2007年）
- 壽司王子! 〜到紐約去〜（2008年）
- 虛幻的邪馬台國（2008年）
- 20世紀少年（2008年）
  - 20世紀少年 第2章 最後的希望（2009年）
  - 20世紀少年 最終章（2009年）
- 伴你到世界盡頭（2008年）
- 搖滾新樂團（2010年）
- 飛翔入手 武闘映画「紅い八月～頂上決戦篇」（2011年）
- 平安結祈 heianyuki（2012年）
- 關八戰隊 （2012年）
- 關八戰隊2 （2014年）
- 愛的成人式（2015年）
- 擁有神之舌的男人（2016年）
- 初戀（2021年）
- 夏目的結婚對象（2024年）

### 電視劇
- フローズン・ホラー・ショー（1987年，富士電視台）
- 世界奇妙物語「城」（1992年，富士電視台）
- if もしも 第4話「イジメっ子と親友・どちらの同窓会に行くべきか」（1993年，富士電視台）
- ポケベルが鳴らなくて（1993年、日本電視台）
- 金田一少年事件簿（1995年、1996年，日本電視台）
- クリスマスキス〜イブに逢いましょう（1995年，東京電視台）
- きっと誰かに逢うために（1995年，東京電視台）
- 感應少年EIJI（1997年，日本電視台）
- 我們的勇氣 未滿都市（1997年，日本電視台）
  - 我們的勇氣 未滿都市2017（2017年）
- 愛的和弦（日语：ハルモニア この愛の涯て）（1998年，日本電視台）
- 繼續（1999年，TBS電視台）
  - 繼續 / 特別篇 PHANTOM〜死を契約する呪いの樹（1999年）
- プリズンホテル（1999年，朝日電視台）
- 新・我們的旅行 1999年版（1999年，日本電視台）
  - 我們的旅行2018（2018年）
- 池袋西口公園（2000年，TBS電視台）
- 圈套系列（2000年，朝日電視台）
  - 圈套II（2002年，朝日電視台）
  - 圈套（2003年，朝日電視台）
  - 圈套新作特別篇（2005年11月，朝日電視台）
- 半個醫生（日语：ハンドク!!!）（2001年，TBS電視台）
- 不需要愛情的夏天（2002年，TBS電視台）
- ご近所探偵TOMOE（2003年，WOWOW）
- Stand UP!!（2003年，TBS電視台）
- 劇團演技者。「アンラッキー・デイズ〜ナツメの妄想〜」（2004年，富士電視台）
- 在世界的中心呼喊愛情（2004年，TBS電視台）
- 歡迎到加藤家! 〜名古屋嬢っ〜（2004年，名古屋電視台）
- 四谷君和大塚君/天才少年偵探登場篇（2004年7月21日，TBS電視台）
- H2（日语：H2～君といた日々）（2005年，TBS電視台）
- 巷説百物語「狐者異」（2005年3月，WOWOW）
- ホテル サンライズHND〜最後のステイ〜ROOM888「妻の本音」（2005年3月，東京電視台）
- 巷説百物語「飛縁魔」（2006年3月，WOWOW）
- 下北SUNDAYS（2006年7月，朝日電視台）
- 壽司王子!（2007年7月，朝日電視台）
- 超能力事件簿（2010年10月，TBS電視台）
- 家族八景 Nanase,Telepathy Girl's Ballad（2012年1月，MBS）
- 永沢君（2013年4月，TBS電視台）
- STAR MAN 這顆星上的戀愛（2013年7月，關西電視台）
- 脫黑～不再當黑社會～（2015年4月，TBS電視台）
- 擁有神之舌的男人（2016年7月，TBS電視台）
- 視覺偵探 日暮旅人（2017年1月，日本電視台）
- Get Ready!（2023年1月，TBS電視台）
- 敲響密室之門（2023年7月，朝日電視台）

### 舞台劇
- ロストタイム・ロストマイセルフ（2001年、中目黑Woodytheatre）
- ISIKARI（2002年 - 2003年、中目黑Woodytheatre）
- GOCARAKU（2002年 - 2003年、中目黑Woodytheatre）
- 毒薬と、イ○ン・ソープ…（2003年 - 2004年、中目黑Woodytheatre）
- 理由なき反抗（2005年、グローブ座）
- 電車男（2005年）
- 明解 日本語アクセント事変（2006年 - 2007年、中目黑Woodytheatre）
- 僕たちの好きだった革命（2007年、シアターアプル 原案・企劃）
- もしもキミが。（2009年、TOKYO FM Hall）
- 腎上腺素之夜（2015年10月6日 - 10月13日，東京六本木Zepp Blue Theater（日语：六本木ブルーシアター））─ 朗讀劇
- 悼む人（2012年10月19日 - 10月28日、PARCO劇場ほか）

### 音樂錄影帶
- 隧道二人組「一気!」、「青年の主張」、「雨の西麻布」（1984年、1985年）
- 中村あゆみ「Rolling Age」（1987年）
- 吉田榮作「心の旅」（1990年）
- 飯島愛「ナイショ DE アイ!アイ!」（1993年）
- 國武萬里「ポケベルが鳴らなくて」（1993年）
- 相川七瀨「恋心/天使のように踊らせて」、「Sweet Emotion」、「COSMIC LOVE」（1996年、1997年、1999年）
- V6「愛なんだ」（1997年）
- 猿岩石「コンビニ」、「君の青空」（1997年）
- 織田哲郎「青空」（1998年）
- 東京小子「君を想うとき」（1999年）
- J-FRIENDS「People Of The World」（1999年）
- 鬼束千尋「edge」（2001年）
- 嵐「PIKA☆NCHI」（2002年）
- IZAM「アイリス」（2003年）
- 安藤裕子「サリー」・「海原の月」PV（2003年・2007年）
- 大塚愛「HEART」PV（2007年）
- MCU「STILL LOVE featuring TERU（GLAY）」（2009年）
- KICK THE CAN CREW 「イツナロウバ」（2001年）
- Remioromen「Starting Over」（2009年）
- JURIAN BEAT CRISIS「サクラ舞う」（2010年）
- 真野惠里菜「充滿活力地向前行!」（2010年）
- Sunya「充滿活力地向前行!」（2010年）
- THE RiCECOOKERS「波のゆくさき」（2010年）
- AKB48「飛翔入手」（2011年）
- 關八戰隊（關西傑尼斯8）「ER」（2012年）
- 戶田惠子「眠れない夜の窓辺で」（2012年）
- THE RiCECOOKERS「audioletter」（2012年）
- 乃木坂46生駒里奈個人PV（2012年）

### 手機連續劇
- 革命ステーション5＋25（2009年、LISMO Video）企劃・劇本

## 參加節目
- プロフェッショナル 仕事の流儀（2008年5月13日、NHK綜合電視台）
- 課外授業 ようこそ先輩（2009年8月2日、NHK）

## 著作
- 堤っ（2002年，角川書店）

## 外部連結
- 堤幸彥官方網站
- 堤幸彥部落格 （页面存档备份，存于）
- 堤幸彦在互联网电影资料库（IMDb）上的資料（英文）